# Bangsri (Karangpandan)
Bangsri is een bestuurslaag in het regentschap Karanganyar van de provincie Midden-Java, Indonesië. Bangsri telt 4092 inwoners (volkstelling 2010).